# Credenza di Sant'Ambrogio

Lo stemma di Milano

La Credenza di Sant'Ambrogio (in latino Credentia Sancti Ambrosii Mediolani; in lombardo Cardenza de Sant Ambroeus) è stata un'assemblea del libero comune e della Signoria di Milano nata per rappresentare il popolo minuto, fondata nel 1198 e sciolta nel 1299, sostituita da un ente omonimo di carattere militare, sciolto a sua volta dopo una decina d'anni.
Primo capo della Credenza venne scelto Drudo Marcellino.